# برندا
برندا (انگلیسی: BRENDA) یک سیستم اطلاعاتی و یکی از جامع‌ترین منابع ذخیرهٔ داده‌های آنزیمی است که در سال ۱۹۸۷ میلادی پایه‌گذاری شد. 
برندا یک منبع فراگیر الکترونیک از اطلاعات زیست‌مولکولی و بیوشیمیایی دربارهٔ آنزیم‌هاست که توسط  IUBMB  طبقه‌بندی شده‌اند. هر یک از آنزیم‌های طبقه‌بندی‌شده بر حسب واکنش بیوشیمیایی کاتالیزه شده، مشخص شده‌است. خواص کینتیک واکنش‌گر ناب (یا همان سوبسترا) و فراورده با جزئیات کامل توصیف شده‌اند. برندا حاوی اطلاعات اختصاصی آنزیمی است که به‌طور دستی از نوشتجات علمی استخراج شده و اطلاعات بیشتری نیز که با استفاده از روش‌های اتوماتیک بازیابی اطلاعات (همچون متن‌کاوی در پاب‌مد) به‌دست‌آمده، به آن افزوده شده‌است. این سیستم اطلاعاتی یک واسط کاربر اینترنتی است که دسترسی بی‌دردسر، آسان و پیشرفته‌ای به داده‌ها را فراهم آورده است.